# Gymnocranius frenatus
Gymnocranius frenatus är en fiskart som beskrevs av Bleeker, 1873. Gymnocranius frenatus ingår i släktet Gymnocranius och familjen Lethrinidae. Inga underarter finns listade i Catalogue of Life.